# Torsdagsön

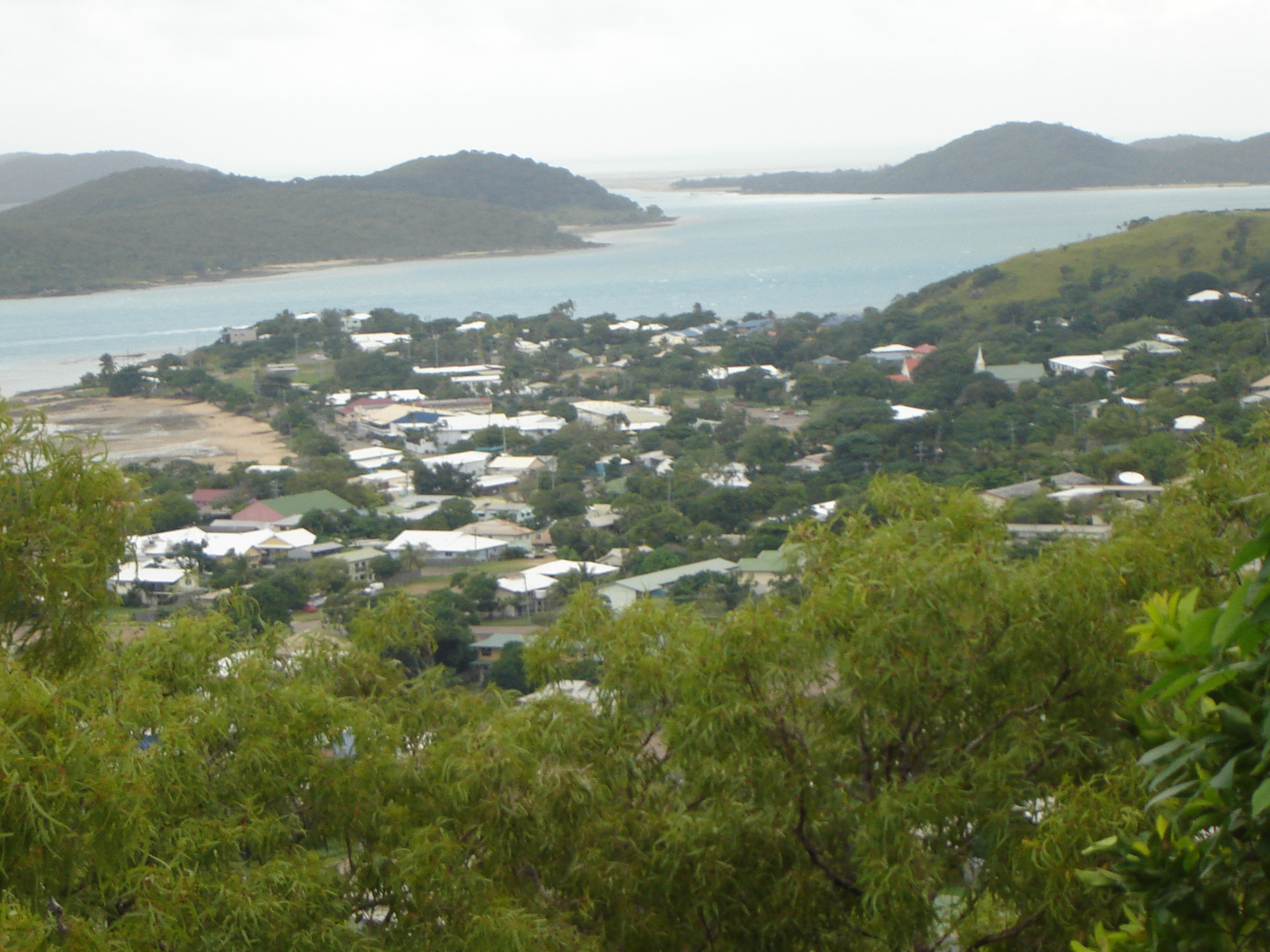
Torsdagsön

Torsdagsön, också känd som Thursday Island (TI) på engelska eller Waiben, är australienska Torressundöarnas administrativa och kommersiella centrum. Torsdagsön ligger 39 km norr om Kap Yorkhalvön i Torres sund i Queensland, Australien och är ungefär 3 km² med en uppskattad befolkning på 3 500 personer. Centralorten heter Thursday Island och har alltså samma namn som ön.
Torsdagsön har tropiskt klimat med en genomsnittlig dagstemperatur på 29 grader Celsius. Den varmaste månaden är vanligtvis november med 31,4 grader Celsius, medan den kallaste är juli med 27,6 grader Celsius. Januari har vanligtvis den högsta nederbördsmängden med i snitt 389 mm, medan september och oktober bara brukar få ungefär 3 mm.